# جرج لام
جرج لام چی چیانگ (انگلیسی: George Lam؛ زادهٔ ۱۲ اکتبر ۱۹۴۷) مشهور به «لام» خواننده، ترانه‌سرا، تهیه‌کننده موسیقی، آهنگساز و بازیگر مشهور و کارآزمودهٔ سبک کانتوپاپ اهل هنگ کنگ است.